# Birsay and Harray

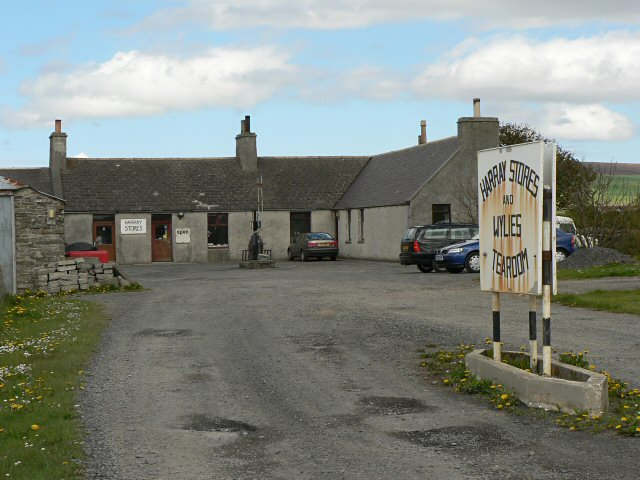
Ein Laden in Harray

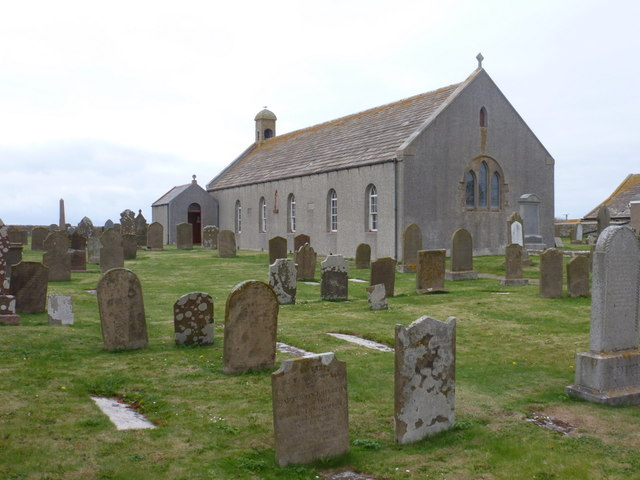
Die Kirche von Birsay

Birsay and Harray ist eine historische Verwaltungseinheit (Civil Parish) auf den Orkneyinseln im Norden von Schottland. Vom Typ her handelt es sich um eine Gemeinde.
Das Gebiet des Civil Parishes liegt im Nordwesten der Insel Mainland und umfasst auch die vorgelagerte Insel Brough of Birsay. Es bildet ein langgestrecktes Rechteck, an das im Osten mit Evie and Rendall, im Südosten mit Firth, im Süden mit Stenness sowie im Südwesten mit Sandwick vier angrenzende Civil Parishes stoßen. Größere Ortschaften in der Nähe sind Stromness, etwa 14 Kilometer im Süden, sowie Kirkwall, etwa 19 Kilometer im Südosten.
Die Hauptorte sind Birsay und Harray, unter den weiteren ist Twatt.
Ende des 20. Jahrhunderts ging aus ihr die Community Council Area Harray and Sandwick hervor.